# Foz Côa
Foz Côa je arheološki prapovijesni lokalitet, dolina Côa u Portugalu (Vila Nova de Foz Côa), koji čine stjenovite litice nastale fluvijalnom erozijom; zabačeni ruralni krajolik koji je poznat po Paleolitskim petroglifima i crtežima. Foz Côa i susjedni arheološki lokalitet u Španjolskoj, Siega Verde, su 2010. god. zajedno proglašeni UNESCOvom svjetskom baštinom kao "najveći lokalitet paleolitske umjetnosti na otvorenom, na svijetu".

## Opis
U dolini Côa nalazi se 16 lokaliteta na prostoru od 17 km donjeg toka rijeke Côa. Stotine ploča s prikazom tisuća životinjskih figura (oko 5.000) predstavljaju izvanredan sklop paleolitske umjetnosti iberijskog poluotoka na otvorenom. One su najbolji prikaz ikonografskih tema i organizacije paleolitske špiljske umjetnosti koja je primijenjena na otvorenom prostoru i pomaže nam bolje razumjeti cijeli paleolit.
Arheološkim iskapanjima pronađeni su bogati nalazi iz ranog Gravetijena (prije 22,000 godina) i kasnog Magdalena (između 16,500 i 14,000 godina). Petroglifi su dokaz početaka ljudske kreativnosti na početku kulturnog razvoja i čine nezamjenjiv izvor za razumijevanje paleolitske umjetnosti. 

## Poveznice
- Špiljska umjetnost iberijskog mediteranskog bazena
- Prapovijesni lokaliteti u dolini Vézère
- Paleolitska umjetnost

## Vanjske poveznice
- Službena stranica Doline Coa[neaktivna poveznica] Na portugalskom i engleskom
- Petroglifi doline Coa  Arhivirana inačica izvorne stranice od 26. studenoga 2010. (Wayback Machine) Na portugalskom i francuskom
- Spomenici na UNESCOvom popisu svjetske baštine

### Ostali projekti
|  | Zajednički poslužitelj ima još gradiva o temi Petroglifi Foz Côa |